# Johan Anker (militär)
Johan Peter Andreas Anker, född den 22 februari 1838, död den 27 januari 1876, var en dansk militär.
Han blev officer vid Bornholms milis 1858, var därefter en tid skådespelare men inträdde 1863 åter i krigstjänst, och utmärkte sig 1864 som artilleribefälhavare i skansen n:r 2 på Dybbøl och blev efter dennas stormning 18 april efter ett tappert försvar tillfångatagen. Anker lämnade krigstjänsten 1865.

## Utmärkelser
- Riddare av Dannebrogorden,  1864[2]

[Redigera Wikidata]